# Чинізелло-Бальсамо
Чинізелло-Бальсамо (італ. Cinisello Balsamo) — місто та муніципалітет в Італії, у регіоні Ломбардія, метрополійне місто Мілан.
Чинізелло-Бальсамо розташоване на відстані близько 490 км на північний захід від Рима, 10 км на північ від Мілана.
Населення — 75 191 особа (2014).

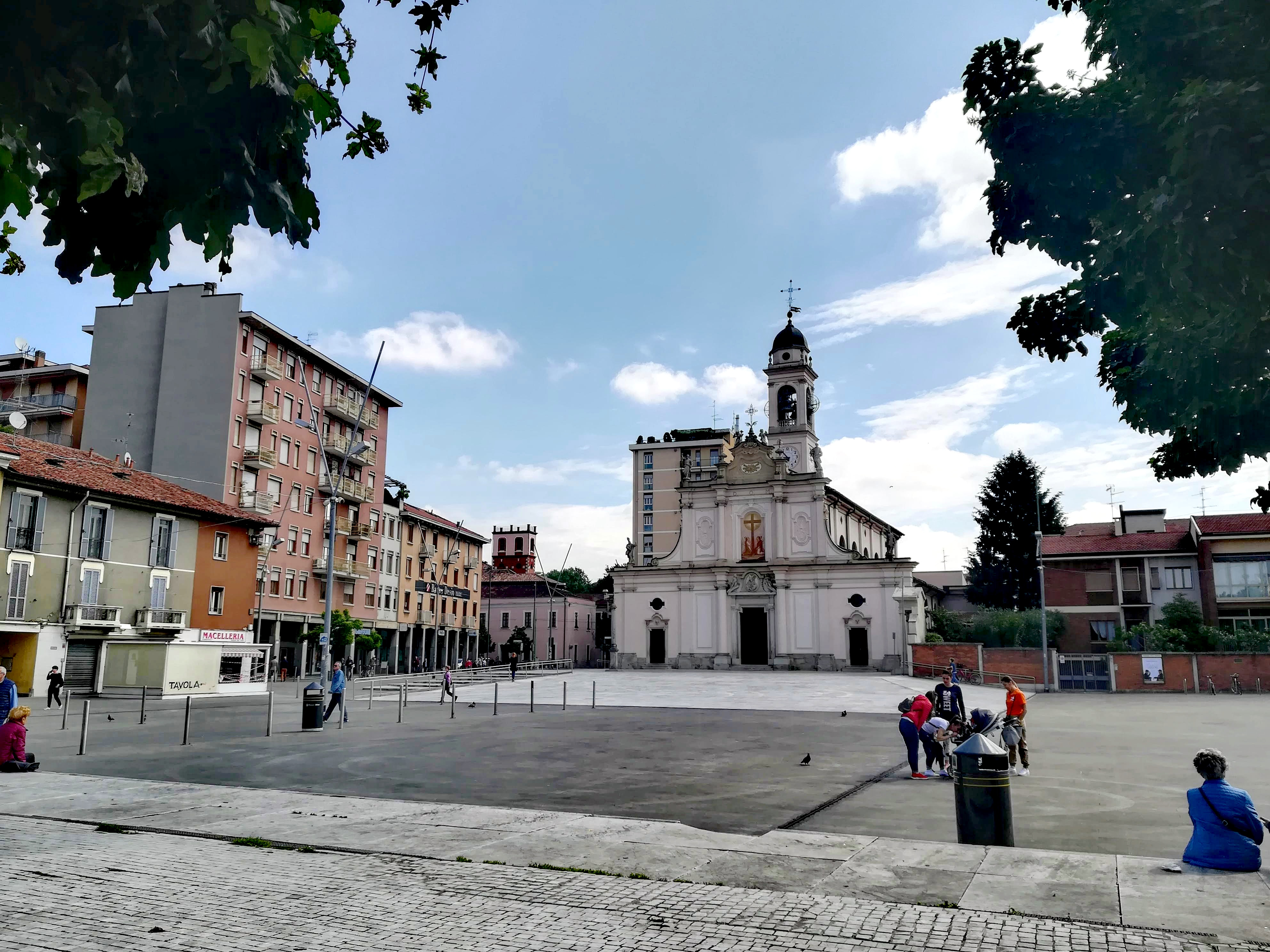

Щорічний фестиваль відбувається 7 грудня. Покровитель — Sant'Ambrogio.

## Демографія
Населення за роками:

Станом на 1 січня 2023 року в муніципалітеті офіційно проживав 16 581 іноземець з 118 країн, серед них 3963 громадяни країн Євросоюзу та 645 громадян України.

## Транспорт
Місто сполучене з Міланом трамваєм.

## Уродженці
- Ернесто Кастано (*1939) — відомий у минулому італійський футболіст, захисник.

- П'єріно Праті (*1946) — відомий у минулому італійський футболіст, нападник.

## Сусідні муніципалітети
- Брессо
- Кузано-Міланіно
- Монца
- Муджо
- Нова-Міланезе
- Падерно-Дуньяно
- Сесто-Сан-Джованні